# 电子游戏审查制度
电子游戏审查制度是权威机构根据电子游戏内容的性质进行使用管制、内容审查或规范电子游戏（或特定游戏）的行为。部分国家和地区采用分级制度（如ESRB）以减轻不适宜内容对年轻人的贻害。其他国家和地区藉此审查对自身不利的言论。

## 概述
对电子游戏监管的支持时常与道德恐慌相联系。即便如此，政府已经立法（或计划立法）设置内容分级制度或颁布禁令来规范电子游戏分发。大卫·冈特利特于2005年称，资助资金、新闻头条和专业声望更常见于那些确有致力反媒体主义促进的作者。汤姆·格兰姆斯、詹姆斯·A·安德森和洛里卑尔根在2008年出版的一本研究媒体效应研究产生的社会学影响的书中重申上述主张。
目前只有中國、韓國及澳洲是由政府機構直接監管電子遊戲。

### 自主监管
视频游戏行业采用的自愿评级系统，如美国和加拿大的娱乐软件分级委员会（1994年成立）和欧洲的泛欧游戏资讯组织（2003年成立）的分级制度，旨在告知父母他们的孩子正在游玩或试图运行的电子游戏的性质。一些有争议的游戏评级表明被标记上这些分级的游戏不适合幼儿使用（例如美国的“成熟”、“仅限成人”或英国的 15/18分级级别）。包装警告此类游戏不应售予儿童。ESRB分级制度虽在美国不具法律约束力，但许多零售商自行立例拒绝未成年人购买这些产品。英国电影分级委员会的分级具有法律约束力。英国的零售商亦强制执行PEGI分级（虽PEGI不具有法律强制性）。

## 加拿大
安大略省电影审查委员会和不列颠哥伦比亚省电影分级办公室皆立例严禁未成年人购买《侠盗猎魔》和《命运战士》（尽管他们的ESRB分级为“成熟”，但仍被归类至电影的“限制级”）。安大略省以及其他几个省份此后通过了法律以强制执行ESRB的分级制度，他们规定零售商向未达规定年龄人士贩卖“成人”或“仅限成人”分级的电子游戏为违法行为。

## 中国大陆

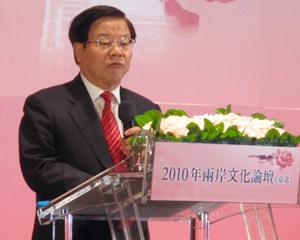
前中华人民共和国文化部（今文旅部）部长蔡武

在中国大陆，电子游戏机于2000年6月至2014年1月间被禁。惟北京政府仍会审查“敌视中国或有悖中国政府立场”的电子游戏。据彭博新闻社报道，前中国文化部部长蔡武以“我们希望的是能够打开窗户呼吸新鲜空气，但同时也需要提防苍蝇和蚊子”为该国的审查制度打了个比方。 
中国对电子游戏的审查通常与对战争、历史和政府的负面看法有关。由于这些原因，中国已经禁止了几款电子游戏。中国文化部在2004年以《钢铁雄心》刻画扭曲二战封禁该作。 2013年，中国外交部以“歪曲中国，企图‘抹黑中国形象’”为由封禁《战地4》。
此外，中国电子游戏的聊天区受到与中国互联网其他地方类似甚至更广泛的限制。例如《原神》的聊天区将脏话，中华民国（台湾）、西藏、香港、法轮功、斯大林、希特勒和普京等相关词汇一并审查。一项对约200款中国游戏的研究中列出了超十八万条的敏感词。

## 德国
《德国刑法》第86条第一款、第130条和131条分别规定严禁使用违宪组织标志、煽动人民或煽动犯罪。在官方列表中，三者皆一并执行，因此任何包含纳粹德国国旗和/或任何与阿道夫·希特勒相关的内容会被标记为种族主义内容。
《德国刑法》第131条规定禁止媒体表现过度暴力“以鼓动相关行为或使受众误判此类暴力行为无害或代表事件的残忍或以不人道方式描述针对人类或类人生物的残忍或其他损害人类尊严的不人道暴力行为。” 
2018年8月9日，娱乐软件检验局宣布德国政府在游戏内容尚不致损害社会利益的情况下放宽《刑法》第86条第一款对游戏的限制。娱乐软件检验局仍将评估这些象征是否被滥用，并拒绝为他们认为可能损害社会利益的电子游戏分级。
德国审查制度的一个显着例子是《使命召唤：二战》。在德文版游戏中，卐字符被置换为铁十字。血腥情节也受到严格审查（尤其在竞选中）。德国另一款被审查的电子游戏是《德军总部II：新巨像》，游戏中希特勒著名的小胡子被抹去，卐字符被替换为三角形符号。

## 日本
日版电子游戏以基于“道德”问题大量删改内容而闻名。一般来说，日本审查制度旨在减少本地化游戏中血腥暴力场面。

## 韩国
“不雅”网站（例如提供未分级游戏、色情（包括儿童色情）内容和赌博）亦被封锁。试图在韩国直连这些网站时会自动重定向到警告页（页面显示“该网站已被依据相关法律法规封锁”）。用户使用搜索引擎搜索“青少年不宜”的关键词时须验证用户年龄。

## 美国及其海外属地
美国、波多黎各、萨摩亚、关岛、维尔京群岛和北马里亚纳群岛以ESRB制度自愿进行游戏分级。

### 历史
美国第一宗电子游戏相关重大争议发生在1990年代初期，当时诸如《真人快打》《午夜陷阱》等电子游戏以对儿童的高度血腥暴力和性内容而臭名昭著。这些问题后被送上美国国会。在提议设立一个政府委员会来对电子游戏进行分级后，主要视频游戏公司成立了互动数字软件协会，并向国会提交了娱乐软件分级委员会的设立计划，该委员会获授权进行游戏分级。
杰克·汤普森批评“暴力电子游戏”，声称玩暴力电子游戏会导致青少年在现实世界模仿相关行为。汤普森经常代表枪击案件的受害者（或其监护人），汤普森经常将这些行为归咎于肇事者玩过暴力电子游戏。汤普森还支持了一场试图阻止《恶霸鲁尼》发售的运动。
2013年，电子游戏业游说团体娱乐软件协会已经招募了逾五十万名成员加入“电子游戏选民网络”，这个“草根”游说团体旨在动员游戏玩家反对不利于电子游戏产业发展的公共政策。电子游戏选民网络为娱乐软件协会于2006年建立的组织，并使用脸书和推特等社交媒体网站向支持者和反对者刊文。2013年，欧空局花费逾390万美元进行游说，包括但不限于推动反电子游戏选民网络的法案。这包括反对一项两党联合法案（届时该法案将指导美国国家科学院研究各形式暴力媒体影响）。这些法案本身受到了部分学者批评，因为他们迫使科学家找到具体结果而非进行中立研究。

### 美国政府立法
对电子游戏的监管历来得到乔·利伯曼和希拉里·克林顿等政客支持，这些政客推动了监管电子游戏的立法。
没有电子游戏机制造商容许AO级电子游戏在他们的平台上推出；但PC游戏服务Steam允许在其平台上发表带仇恨内容的AO级游戏。没有大型零售商有出售AO级游戏的意愿。然而《侠盗猎车手：圣安地列斯》在“热咖啡”被曝光后被分为AO级，事后RockStar删除了相关内容，分级重回M级。在美国第109届国会和第110届国会中，《电子游戏执法法》被提交给美国众议院。该法案要求对意图购买M级和AO级游戏的顾客验证年龄。由于可能违反第一修正案，该法案和其他类似法案未能通过。尽管没有法律规定对意图购买包含成人内容的游戏的顾客验证年龄，但联邦贸易委员会在2008年的一项调查显示电子游戏零售商自行规定用户购买M级和AO级游戏须验明身份，这些游戏对疑似未成年人的销售量从从2000年的八成三锐减到2008年的两成。2011年4月的进一步调查发现，电子游戏零售商继续强制执行评级，只有一成三的未成年人成功购买到M级游戏，与2009年相比，下降率十分可观。
2009年1月7日，加利福尼亚州第43区代表乔·巴卡提出HR-231《电子游戏健康标签法案》。该法案要求在所有ESRB评级为 T（青少年）级或更高分级的电子游戏的“包装上清晰和显眼的位置”贴上“警告：过度接触暴力电子游戏和其他暴力媒体与攻击性行为有关”标签。草案已提交给商业、贸易和消费者保护小组委员会。2011年1月24日，乔·巴卡在第112届国会再提《电子游戏健康标签法案》（HR-400）。该法案再次通过小组委员会的审查。
2011年6月27日，美国最高法院就布朗訴娛樂商業協會案中做出“电子游戏受第一修正案保护”的裁决。该案集中在加利福尼亚州的一项试图禁止零售商向未成年人贩卖暴力电子游戏的法律上。由娱乐商业协会和娱乐软件协会牵头的电子游戏行业胜诉，判决认为加州法律对暴力的定义过于模糊且未将电子游戏列为美国宪法第一修正案的保护对象。这一意见得到了下级法院的支持和最高法院裁决的支持。大多数法官不认为引起他们注意的研究作为伤害的令人信服的证据，并表示他们无权设置新的专门的言论限制。然而，布雷耶法官的少数决定认为证据更有说服力。
迪娜·波拉德·萨克斯、布拉德·布什曼和克雷格·A·安德森反对该判决，声称在布朗一方撰写《电子游戏暴力声明》的十三专家的学术水平更高，根据原始实证研究，布朗平均撰写的关于攻击/暴力的同行评议期刊文章是娱乐商业协会支持者的28倍以上，而支持布朗的100多个签署者平均撰写的文章数量是娱乐商业协会支持者的14倍以上。理查德·霍尔、瑞安·霍尔和特里·戴以“安德森和布什曼发现他们自己的资格以及支持者的资格优于反对者的资格，这很正常”回应之，并声称他们可能刻意低估一些学者的贡献。2013年4月3日，加利福尼亚州参议员和民主党人黛安·范士丹在旧金山与五百名选民就枪支暴力问题发表讲话。她表示“电子游戏对年轻人有非常负面的作用，业界应该注意到这一点”，如电子游戏一日不停止美化枪支，则国会必然介入这些议题。